# بئر الجحيم
بئر الجحيم (بالإنجليزية: Well to Hell hoax) هي بئر زعم وجودها في روسيا ويقال أنها حفرت بعمق كبير لدرجة أنها وصلت إلى الجحيم. وقد تم تعميم هذه الأسطورة الحضرية على شبكة الإنترنت منذ عام 1997 على الأقل. وظهرت لأول مرة في الإعلام الناطق بالإنجليزية عام 1989 عبر شبكة تي بي إن المسيحية، والتي كانت قد أخذت القصة من تقارير صحفية فنلندية.

## أسطورة وأساسها
تقول الحكاية أن فريقا من العلماء الروس بقيادة شخص يدعى أزاكوف كان قد حفر حفرة في مكان لم يكشف عن اسمه في سيبيريا، وبلغ عمقها تسعة أميال (14.5 كم) قبل أن تخترق الأرض نحو تجويف في الأسفل. ذهل العلماء بهذا الاكتشاف غير المتوقع، وأنزلوا ميكروفونات مقاومة للحرارة، مع عدد من المعدات الحسية الأخرى داخل البئر. كانت درجة الحرارة في الأعماق 2000 درجة فهرنهايت (1100 درجة مئوية) – أتت الحرارة من حجرة من النار وكان بالإمكان (كما زعم) سماع صرخات المعذبين في نار جهنم داخلها. ومع ذلك، تم الكشف لاحقا أن التسجيل كان جزءا معدلا من الموسيقى التصويرية لفيلم بارون بلود عام 1972، مع عدة مؤثرات صوتية أخرى مضافة.
في الحقيقة، فقد قام الاتحاد السوفيتي بحفر حفرة عميقة بعمق ثمانية أميال، وهي حفرة بئر كولا العميق، ولا تقع في سيبيريا ولكن في شبه جزيرة كولا، والتي تشترك في الحدود مع النرويج وفنلندا. وعند الانتهاء من الحفر في عام 1989، تم الكشف عن بعض الصفات الشاذة الجيولوجية المهمة، لكن لم يتم الإبلاغ عن أي نشاطات خارقة للطبيعة. وصلت درجات الحرارة 180 درجة مئوية (360 درجة فهرنهايت)، ما جعل من الحفر أعمق أمرا باهظ التكاليف.

## النشر
بعد وقت قصير نشرت القصة في صحف التابلويد الأمريكية، والملفات الصوتية – التسجيلات التي زعم أنها أتت من المعذبين في جهنم – بدأت تظهر في مختلف مواقع الإنترنت. ويحتمل أن صحيفة ويكلي وورلد نيوز هي صاحبة أول تقرير في الولايات المتحدة على ما يسمى بئر الجحيم.

## مشاركة تي بي إن
شقت القصة طريقها إلى شبكة الثالوث للبث الأمريكية (TBN)، والتي بثتها على الشبكة، وزعمت انها «دليل» على وجود الجحيم كما يدرس في الكتاب المقدس بشكل حرفي.
سمع أوغه ريندالن، وهو مدرس نرويجي، القصة على شبكة تي بي إن خلال زيارته للولايات المتحدة. قرر ريندالن، الذي أحس بالاشمئزاز لما كان يعتبره سذاجة جماعية، أن يزيد من الحكاية على حساب تي بي إن. كتب ريندالن إلى الشبكة، مدعيا أنه كذب الحكاية في الأصل، ولكن لدى عودته إلى النرويج، وقال أنه قرأ «سجلا واقعيا» عن القصة. وذكر رييندالن أن «القصة» لا تدعى فقط أن البئر حقيقية، ولكن شبحا يشبه الخفاش خرج منها قبل أن يشق طريقه عبر السماء الروسية. ترجم ريندالن عمدا تقريرا هامشيا من النرويجية عن مفتش بناء محلي، وتعمد ترجمته بشكل خاطئ، وقدم كل من القصة الأصلية و«الترجمة» إلى TBN، إلى جانب مع الرسالة التي تضمنت اسمه الحقيقي، ورقم هاتفه، وعنوانه، فضلا عن المعلومات الشخصية لقس كان صديقه والذي كان على علم بالخدعة ووافق على كشفها لأي شخص يتصل للتحقق.
ومع ذلك، فإن شبكة تي بي إن لم تبذل أي جهد للتحقق من ادعاءات ريندالن وبثت القصة على أنها «دليل» على صحة القصة الأصلية.

## نسخ أخرى من القصة
منذ ظهور القصة للملأ، تم نشر العديد من النسخ المعدلة حول حكاية بئر الجحيم. ففي عام 1992، نشرت صحف تابلويد أمريكية صيغة بديلة لهذه القصة، حيث تكلمت حول مقتل 13 من عمال المناجم في ألاسكا بعد أن خرج الشيطان من الجحيم. وشملت القصص الأخرى حكاية مزعومة تقول أن الغواص الشهير جاك كوستو تخلى عن الغوص بعد سماعه «صرخات الناس المعذبين» تحت الماء. إضافة إلى قصة أخرى تقول أن أحد رجال كوستو أغمي عليه من الرعب بعد سماعه أصوات صراخ في خندق في مثلث برمودا.

## وصلات خارجية
- Marge Floori (2 أكتوبر 2008). "Oil Drill Opens Hole Into Hell". Weekly World News. مؤرشف من الأصل في 2019-05-30. اطلع عليه بتاريخ 2011-02-02.

## قراءات أخرى
- Brunvand، Jan Harold (2012). The Encyclopedia of Urban Legends. أي بي سي-كليو. ص. 703. ISBN:9781598847208. مؤرشف من الأصل في 2019-03-31.
- Brown، Nathan Robert (2011). "Where the Hell is Hell, Anyway?". The Mythology of Supernatural. دار بنغوين جروب للنشر. ISBN:9781101517529. مؤرشف من الأصل في 2020-06-27.
- Lewis، James R. (2001). Satanism Today. أي بي سي-كليو. ص. 110. ISBN:9781576072929. مؤرشف من الأصل في 2020-01-24.
- Heaney، Katie (28 يوليو 2014). "Hell Isn't for Real". Pacific Standard. مؤرشف من الأصل في 2016-03-14. اطلع عليه بتاريخ 2016-03-07.
- Brunvand، Jan Harold (15 مايو 1991). "Story of the Well to Hell Digs up Chuckles - Not Screams of the Damned". Deseret News. مؤرشف من الأصل في 2018-02-03. اطلع عليه بتاريخ 2016-03-07.